# Hanus Domansky
Hanus Domansky (født 1. marts 1944 i Nový Hrozenkov, Tjekkoslovakiet, død 19. oktober 2021) var en slovakisk komponist og pianist.
Domansky studerede komposition og klaver på Musikkonservatoriet i Brno. Han studerede herefter komposition videre på Akademiet for Musik og Udøvende Kunst i Bratislava hos Dezider Kardoš. Domansky skrev to symfonier, orkesterværker, kammermusik, korværker, vokalværker, instrumentalværker for mange instrumenter etc.

## Udvalgte værker
- Symfoni nr. 1  (1979) - for orkester
- Symfoni nr. 2 "Vokal" (2012) - for sopran og orkester